# 対潜兵器

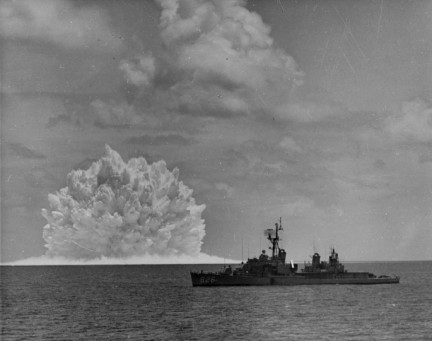
核搭載アスロックの爆発シーン
手前の艦は駆逐艦アガーホルム

対潜兵器（たいせんへいき）は、水中の潜水艦を攻撃する兵器のこと。主に水上艦艇や航空機によって運用される。潜水艦の登場とその目覚ましい進化とともに、その脅威には既存の兵器では有効に対処できなかったため、対潜兵器も潜水艦の能力向上に比例して発展することとなった。特に二度の大戦にわたりドイツのUボートの脅威に悩まされたイギリスでの発展は目覚ましく、爆雷やヘッジホッグなど多くにその成果が見られる。
対潜戦も参照。

## 代表的な対潜兵器
弾薬類
- 爆雷
- 長魚雷
  - Mk.48
- 短魚雷（LWT）
  - Mk.46
  - Mk.50
  - Mk.54
- 機雷

投射手段
- 爆雷投下軌条（爆雷を艦尾から水中に投下する装置）
- 爆雷投射機（爆雷を火薬の力で舷側から数百メートル先に投射する装置）

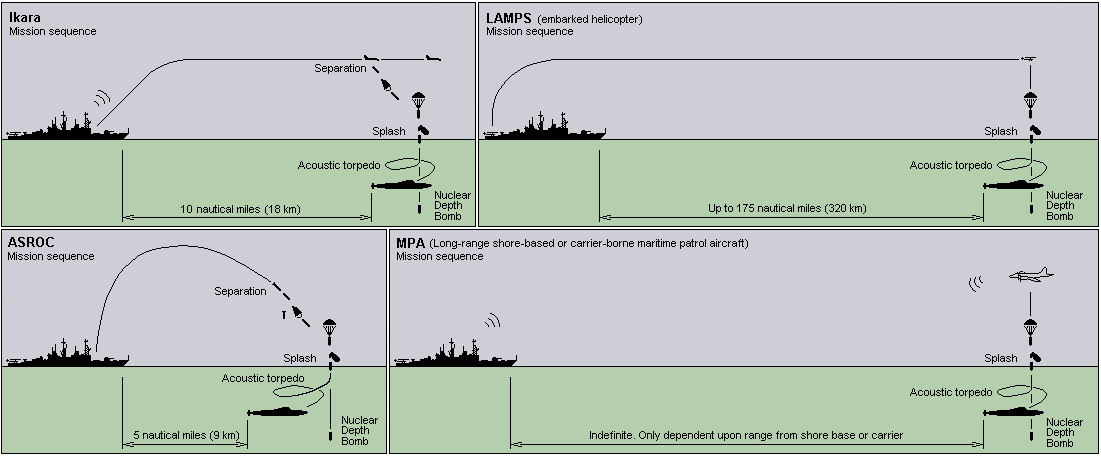
各種対潜兵器の運用法のシェーマ。

  - K型爆雷投射機（K砲）
  - Y型爆雷投射機（Y砲）
- 対潜迫撃砲（対潜臼砲）
  - ヘッジホッグ
  - スキッド
  - リンボー
  - ウェポン・アルファ
  - M/50 375mm対潜ロケット発射機
  - RBU-6000
- 対潜ミサイル
  - サブロック
  - アスロック
  - RPK-3

## 対潜捜索兵器
潜水艦を攻撃するためには、まず発見しなければならない。水中の潜水艦を捜索するには主に音響か磁気が用いられる。第二次世界大戦頃までは潜水艦といっても浮上航行している時間の方が長く、目視やレーダーによる探知も行われた。
- ソナー
  - ソノブイ
  - ディッピングソナー
- 磁気探知装置（MAD）

## 対潜兵器のプラットホーム
- 対潜空母
  - 対潜哨戒機・対潜ヘリコプター
- 駆逐艦・護衛艦・フリゲート
- 攻撃型潜水艦